# Hemijska termodinamika
Hemijska termodinamika je studija međusobnih odnosa toplote i rada pri hemijskim reakcijama ili fizičkim promenama stanja u okviru zakona termodinamike. Hemijska termodinamika obuhvata ne samo laboratorijska merenja raznih termodinamičkih svojstava, nego isto tako i primenu matematičkih metoda u izučavanju hemijskih fenomena i spontanosti procesa.
Struktura hemijske termodinamike je bazirana na prva dva zakona termodinamike. Polazeći od prvog i drugog zakona termodinamike, izvedene su četiri jedinačine zvane „Gibsove fundamentalalne jednačine”. Od te četiri, mnoštvo jednačina, koje povezuju termodinamička svojstava termodinamičkog sistema se mogu izvesti koristeći relativno jednostavnu matematiku. Ovo ukazuje na matematički okvir hemijske termodinamike.

## Istorija
Godine 1865, nemački fizičar Rudolf Klauzijus je u svom radu Mehanička teorija toplote postulirao principe termohemije, e.g. da se na toplotu oslobođenu u reakcijama sagorevanja mogu primeniti principi termodinamike. Oslanjajući se na Klauzijusov rad, tokom perioda 1873-76 američki matematički fizičar Vilard Gibs je objavio seriju od tri publikacije, najpoznatija od koji je članak O ravnoteži heterogenih supstanci. U tim člancima, Gibs je pokazao da prva dva zakona termodinamike mogu da budu grafički i matematički kvantifikovana da bi se odredila termodinamička ravnoteža hemijske reakcije, kao i njena tendencija da se odvija ili teče. Gibsova kolekcija članaka je pružila prvo ujedinjeno telo termodinamičkih teorema iz principa koje su drugi razvili, kao što su Klauzijus i Sadi Karno.
Tokom ranog 20. veka, dve značajne publikacije su opisale uspešne primene principa koje je razvio Gibs na hemijske procese, i tako su postavljene osnove nauke hemijske termodinamike. Prva publikacija je bio udžbenik iz 1923. Termodinamika i slobodna energija hemijskih supstanci autora Gilberta Luisa i Merl Randal. Ta knjiga je odgovorna za zamenu hemijskog afiniteta terminom slobodna energija na engleskom govornom području. Druga publikacija je bila knjiga iz 1933. sa naslovom Moderna termodinamika putem metoda Vilarda Gibsa koju je napisao E. A. Gugenhajm. Luis, Randal i Gugenhajm se smatraju osnivačima moderne hemijske termodinamike zbog ogromnog doprinosa te dve knjige na unifikaciji primena termodinamike u hemiji.

## Pregled
Primarni cilj hemijske termodinamike je utvrđivanje kriterijuma za određivanje izvodljivosti ili spontanosti date transformacije. Na taj način, hemijska termodinamika se obično koristi za predviđanje energije razmene koja se javlja u sledećim procesima:
1. Hemijske reakcije
2. Fazna transformacija
3. Formiranje rastvora

Sledeće funkcije stanja su od primarnog interesa u hemijskoj termodinamici:
- Unutrašnja energija
- Entalpija (H)
- Entropija (S)
- Gibsova slobodna energija

Većina identiteta u hemijskoj termodinamici nastaje iz primene prvog i drugog zakona termodinamike, a posebno zakona konzervacije energije, na ove funkcije stanja.
Treći zakon termodinamike:
1. Energija svemira je konstantna.
2. U svakom spontanom procesu, uvek dolazi do povećanja entropije svemira
3. Entropija perfektnog kristala (pravilno uređenog) na 0 Kelvina je nula

## Hemijska energija
Hemijska energija je potencijal hemijske supstance da podlegne transformaciji putem hemijske reakcije ili da transformiše druge hemijske supstance. Razlaganje ili formiranje hemijskih veza obuhvata energiju ili toplotu, koja može da bude apsorbovana ili oslobođena iz hemijskog sistema.
Energijs koja može da bude oslobođena (ili apsorbovana) usled reakcije između seta hemijskih supstanci je jednaka razlici između energije sadržaja produkata i reaktanata. Ova promena energije se naziva promenom unutrašnje energije hemijske reakcije. Pri čemu je {\displaystyle \Delta {U_{f}^{\circ }}_{\mathrm {reaktanti} }} unutrašnja energija formiranja molekula reaktanata koja može da bude izračunata iz energije veza raznih hemijskih veza molekula koji se razmatraju i {\displaystyle \Delta {U_{f}^{\circ }}_{\mathrm {produkti} }} je unutrašnja energija formiranja molekula produkata. Promena unutrašnje energije je proces koji je jednak promeni toplote, ako se meri pod konstantnom zapreminom (pri STP uslovima), kao što je zatvoreni čvrsti kontejner, poput kalorimetarske bombe. Međutim, pod uslovima konstantnog pritiska, kao što je to slučaj u reakcijama koje se odvijaju u otvorenim sudovima, promena izmerene toplote nije uvek jednaka promeni unutašnje energije, pošto rad pritiska-zapremine takođe oslobađa ili apsorbuje energiju. (Promena toplote pri konstantnom pritisku se naziva promenom entalpije; u ovom slučaju entalpijom formiranja).
Još jedan koristan termin je toplota sagorevanja, koja je oslobođena energija usled reakcije sagorevanja i često se primenjuje u izučavanju goriva. Hrana je slična sa ugljovodoničnim i ugljeno hidratnim gorivima, i kad se oksiduje njen kalorični sadržaj je sličan (iako se ne procenjuje na isti način kao ugljovodonično gorivo).
Termin koji se koristi za potencijalnu energiju u hemijskoj termodinamici je hemijski potencijal, a za hemijsku transformaciju jednačine najčešće se koristi Gibs-Diemova jednačina.

## Hemijske reakcije
U većini slučaja od interesa u hemijskoj termodinamici postoje unutrašnji stepeni slobode i procesi, kao što su hemijske reakcije i fazne transformacije, koji uvek stvaraju entropiju osim ako su u ekvilibrijumu, ili se održavaja u „tekućem ekvilibrijumu” putem „kvazi-statičkih” promena putem uparivanja sa ograničavajućim uređajima, kao što su klipovi ili elektrode, da bi se isporučio ili primio spoljašnji rad. Čak i za homogene materiale, funkcije slobodne energije zavise od kompozicije, kao što je slučaj i sa svim ekstenzivnim termodinamičkim potencijalima, uključujući unutrašnju energiju. Ako se kvantiteti {  }, broj hemijskih vrsta, izostave iz formula, nije moguće opisati kompozicione promene.

### Gibsova funkcija ili Gibsova energija
Za celokupni nestrukturirani sistem Gibsove energije su jedine ekstenzivne promenljive. Za nestrukuirani, homogeni sistem, postoje razne ekstenzivne kompozicione promenljive {  } od kojih G zavisi, koje specifiraju kompoziciju, količine svake hemijske supstance, izražene kao broj prisutnih molekula ili (deleći sa Avogadrovim brojem = 6.023× 1023) broj molova
{\displaystyle G=G(T,P,\{N_{i}\})\,.}
U slučaju gde je samo PV rad moguć
{\displaystyle dG=-SdT+VdP+\sum _{i}\mu _{i}dN_{i}\,}
gde je  hemijski potencijal za i-tu komponentu u sistemu
{\displaystyle \mu _{i}=\left({\frac {\partial G}{\partial N_{i}}}\right)_{T,P,N_{j\neq i},etc.}\,.}
Izraz za dG je posebno koristan pri konstantnim T i P uslovima, koji se lakom mogu eksperimentalno ostvariti i koji aproksimiraju uslove živim bićima
{\displaystyle (dG)_{T,P}=\sum _{i}\mu _{i}dN_{i}\,.}

### Hemijski afinitet
Ova formulacija je matematički odbranjiva, ali nije naročito transparentna, pošto se ne može jednostavno dodati ili ukloniti molekul iz sistema. Uvek postoji proces koji učestvuje u premeni kompozicije; e.g., hemijska reakcija (ili više njih), ili kretanje molekula iz jedne faze (tečnost) u drugu (gas ili čvrst materija). Neophodno je koristiti notaciju koja ne podrazumeva da količine komponenti mogu da budu nezavisno promenjene. Svi realni procesi slede zakon o održanju mase, i dodatno održanja broja atoma svih vrsta. Sve u šta ili iz čega se molekul prenosi treba smatrati delom „sistema”.
Konsekventno, primenjuje se eksplicitna promenljiva koja predstavlja stepen napretka procesa, progresna promenljiva ξ za stepen reakcije (Prigogine & Defay, p.&nbsp;18; Prigogine, pp.&nbsp;4–7; Guggenheim, p.&nbsp;37.62), i koristi se parcijalni derivat ∂G/∂ξ (umesto široko korištenog ΔG, pošto kvantitet u pitanju nije konačna promena). Rezultat je razumljiv izraz za zavisnost dG od hemijskih reakcija (ili drugih procesa). Ako se razmatra samo jedna reakcija
{\displaystyle (dG)_{T,P}=\left({\frac {\partial G}{\partial \xi }}\right)_{T,P}d\xi .\,}
Ako se uvede stehiometrijski koeficijent za i-tu komponentu u reakciji
{\displaystyle \nu _{i}=\partial N_{i}/\partial \xi \,}
što daje indikaciju koliko molekula i-te vrste je formirano ili konzumirano, dobija se algebarski izraz za parcijalni derivat
{\displaystyle \left({\frac {\partial G}{\partial \xi }}\right)_{T,P}=\sum _{i}\mu _{i}\nu _{i}=-\mathbb {A} \,}
gde je uvedeno koncizno i istorijsko ime za ovaj kvantitet (De Donder; Progoine & Defay, p.&nbsp;69; Guggenheim, pp.&nbsp;37,240), „afinitet” označen simbolom A, koji je uveo Teofil de Donder 1923. godine. Znak minus potiče od činjenice da je afinitet definisan da pretstavlja pravilo da će se spontane promene odvijati samo kad su promene u Gibsovoj slobodnoj energiji negativne, što znači da hemijske vrste imaju pozitivni afinitet jedne za druge. Diferencijal za G poprima jednostavnu formu koja prikazuje njegovu zavistnost od kompozicione promene
{\displaystyle (dG)_{T,P}=-\mathbb {A} \,d\xi \,.}
Ako postoji više hemijskih reakcija koje se simultano odvijaju, kao što je to obično slučaj, onda je
{\displaystyle (dG)_{T,P}=-\sum _{k}\mathbb {A} _{k}\,d\xi _{k}\,.}
Ovde se koristi oznaka za set reakcionih koordinata { ξj }, čime se izbegava notacija iz koje sledi da se komponente mogu nezavisno menjati. Gornji izrazi su jednaki nuli u termodinamičkom ekvilibrjumu, dok su u opštem slučaju za realne sisteme oni negativni, jer sve hemijske reakcije se odvijaju sa konačnim brzinama produkcije entropije. Ovo se može još eksplicitnije izraziti uvodeći reakcione brzine . Za svaki fizički nezavisni proces (Prigogine & Defay, p.&nbsp;38; Prigogine, p.&nbsp;24)
{\displaystyle \mathbb {A} \ {\dot {\xi }}\leq 0\,.}
Ovo je izuzetan rezultat, jer su hemijski potencijali intenzivne sistemske promenljive, zavisne jedino od lokalnog molekularnog miljea. Oni ne mogu da „znaju” da li će temperatura i pritisak (ili bilo koja druga sistemska promenljiva) biti držani na konstantnom nivou tokom vremena. To je čisto lokalni kriterijum i mora biti održiv nezavisno od takvih ograničenja. Do ovog rezultata se moglo doći polazeći od parcijalnih derivata bilo kojih drugih fundamentalnih funkcija stanja, ali je ipak opšti kriterijum za (− puta) entropijsku produkciju iz tog spontanog procesa; ili bar svakog njegovog dela koji nije obuhvaćen kao spoljašnji rad. 
Sledeći korak je da se ralaksira zahtev homogenog sistema dozvoljavajući da hemijski potencijali i afiniteti važe za svaki lokalitet u kome se odvija hemijska reakcija (ili neki drugi proces). Uzimajući u obzir stvaranje entropije usled nepovratnih procesa, nejednakost za dG se sad zamenjuje jednakošću
{\displaystyle dG=-SdT+VdP-\sum _{k}\mathbb {A} _{k}\,d\xi _{k}+W'\,}
ili
{\displaystyle dG_{T,P}=-\sum _{k}\mathbb {A} _{k}\,d\xi _{k}+W'.\,}
Svako smanjenje Gibsove funkcije sistema je gornji limit za svaki izotermalni, izobarni rad koji može zarobljen okolinom, ili jednostavno može doći do disipacije, te se javlja kao T puta korespondirajuće povećanje entropije sistema i/ili njegovog okruženja. Alternativno, to može delimično ići u smeru vršenja spoljašnjeg rada, i delom stvarati entropiju. Važno je napomenuti da opseg hemijske reakcije može da bude spregnut sa pomeranjem neke spoljašnje mehaničke ili električne količine na takav način da jedno može napredovati ako i drugo to čini. Sprega ponekad može da bude kruta, ali je obično fleksibilna i promenljiva.

### Rešenja
U hemiji rastvora i biohemiji, smanjenje Gibsove slobodne energije (∂G/∂ξ, u molarnim jedinicama, ili ΔG) se obično koristi kao surogat za (− puta) entropiju proizvedenu spontanim hemijskim reakcijama u rastvorima gde nije došlo do vršenja rada; ili bar nije bilo „korisnog” rada; i.e., izuzev možda nekog ± . Tvrdnja da sve spontane reakcije imaju negativno ΔG je jednostavno alternativni izraz fundamentalne termodinamičke relacije, koji joj daje fizičke dimenzije energije i donekle zamagljuje njen značaj u smislu entropije. Kad koristan rad nije izvržen, bilo bi pravilnije da se koriste Lagranžove transformacije entropije podesne za konstantnu T, ili za konstantne T i P, što su Masijeuve funkcije  − i − respektivno.

## Literatura
- Herbert B. Callen (1960). Thermodynamics. Wiley & Sons. The clearest account of the logical foundations of the subject. ISBN 0-471-13035-4. Library of Congress Catalog No. 60-5597
- Ilya Prigogine; R. Defay (1954). Chemical Thermodynamics. translated by D.H. Everett; Chapter IV. Longmans, Green & Co. Exceptionally clear on the logical foundations as applied to chemistry; includes non-equilibrium thermodynamics.
- Ilya Prigogine (1967). Thermodynamics of Irreversible Processes, 3rd ed. Interscience: John Wiley & Sons. A simple, concise monograph explaining all the basic ideas. Library of Congress Catalog No. 67-29540
- E.A. Guggenheim (1967). Thermodynamics: An Advanced Treatment for Chemists and Physicists, 5th ed. North Holland; John Wiley & Sons (Interscience). A remarkably astute treatise. Library of Congress Catalog No. 67-20003
- Th. De Donder (1922). „L'affinite. Applications aux gaz parfaits”. Bulletin de la Classe des Sciences, Academie Royale de Belgique (series 5). 8: 197—205.
- Th. De Donder (1922). „Sur le theoreme de Nernst”. Bulletin de la Classe des Sciences, Academie Royale de Belgique (series 5). 8: 205—210.